# Henry Karslake
Sir Henry Karslake, britanski general, * 1879, † 1942.